# 829
829 (DCCCXXIX) fue un año común comenzado en viernes del calendario juliano, en vigor en aquella fecha.

## Acontecimientos
- Egberto conquista Mercia.

## Nacimientos
- Yahya ben Muhammad, emir idrísida que gobernó el actual Marruecos.

## Fallecimientos
- Miguel II, emperador bizantino.
- Nicéforo de Constantinopla, patriarca y escritor.